# Wiktorija Hiryn
Wiktorija Fedoriwna Hiryn, ukr. Вікторія Федорівна Гірин, znana również jako Wika Hiryn (ur. 24 października 2000 w Nowoukrajince) – ukraińska piłkarka, grająca na pozycji pomocnika w klubie Ładomyr Włodzimierz Wołyński, reprezentantka Ukrainy.

## Życiorys
Urodziła się w małej wiosce o nazwie Nowoukrajinka (wieś liczy ok. 200 mieszkańców) w rejonie maniewickim. Zaczęła grać w piłkę nożną w klubie „Wołynianka” z Maniewiczy.
W latach 2017–2022 grała w drużynie Ladomyr, gdzie wraz z drużyną w 2017 zajęła pierwsze miejsce w Pierwszej Lidze. Łącznie rozegrała 55 meczów, w których zdobyła 29 bramek.
Równolegle w ramach Ladomyra grała również w mistrzostwach i Pucharze Ukrainy wśród kobiet w piłce halowej, w sezonie 2018–2019 została zwyciężczynią Pucharu Ukrainy w futsalu w składzie drużynowym i najlepszą strzelczynią rozgrywek Mistrzostwa Ukrainy w futsalu 2018–2019.
Na początku 2022 roku po inwazji Rosji na Ukrainę opuściła swój kraj i przeprowadziła się do Hiszpanii, gdzie rozpoczęła grę w Deportivo La Coruña.

### Reprezentacja
Od 2017 roku Hiryn grała w młodzieżowej reprezentacji Ukrainy (U19), w której rozegrała 9 meczów i zdobyła 2 bramki. W listopadzie 2020 roku po raz pierwszy została powołana do seniorskiej reprezentacji Ukrainy. W reprezentacji zadebiutowała 1 grudnia 2020 roku w eliminacjach Mistrzostw Europy przeciwko Czarnogórze. Na boisko weszła w 90. minucie, zastępując Nadiję Kuninę.